# Wietze Couperus
Wietze Couperus (Sneek, 16 maart 1942) is een Nederlands voormalig professioneel voetballer. Hij is eenmalig international.
Couperus kwam als pupil uit voor LSC 1890 uit Sneek. Hij verhuisde later naar Amsterdam, waar hij voor Blauw-Wit zijn debuut maakte in het betaald voetbal. In 1963 werd hij aangetrokken door Leeuwarden. Een jaar later vertrok hij op huurbasis naar ZFC. In 1965 tekende Couperus een contract bij Haarlem. Met deze ploeg werd hij in 1967 kampioen van de Tweede divisie. In 1969 volgde dankzij een tweede plaats in de Eerste divisie promotie naar de Eredivisie. In zijn eerste jaar op het hoogste niveau scoorde hij negen doelpunten in dertig wedstrijden. In totaal scoorde hij 97 keer voor Haarlem, drie goals minder dan recordhouder Piet Keur.
In juni 1970 vertrok hij naar ADO, als onderdeel van een ruil waarbij de Deen Niels-Christian Holmstrøm van ADO naar Haarlem ging. Kort daarop speelde hij onder bondscoach František Fadrhonc zijn eerste en enige interland voor het Nederlands elftal. Op 11 oktober 1970 viel hij in een EK-kwalificatiewedstrijd tegen Joegoslavië (1–1) in de 50e minuut in voor Wietse Veenstra van PSV.
In twee seizoenen scoorde Couperus 25 doelpunten in 51 competitieduels voor ADO en FC Den Haag. In zijn eerste seizoen was hij met deze ploeg derde geworden in de Eredivisie. Vanaf 1972 kwam hij een jaar uit voor FC Amsterdam. In 1973 dreigde er een arbitragezaak om de gewenste overgang van Couperus naar Telstar te bewerkstelligen, maar uiteindelijk kwamen de clubs een transferprijs van 10.000 gulden overeen. In 1975 beëindigde hij bij Telstar zijn loopbaan.

## Carrièrestatistieken
| Seizoen         | Club            | Land            | Competitie       | Competitie | Competitie | Beker | Beker | Internationaal | Internationaal | Overig | Overig | Totaal | Totaal |
| Seizoen         | Club            | Land            | Competitie       | Wed.       | Dlp.       | Wed.  | Dlp.  | Wed.           | Dlp.           | Wed.   | Dlp.   | Wed.   | Dlp.   |
| --------------- | --------------- | --------------- | ---------------- | ---------- | ---------- | ----- | ----- | -------------- | -------------- | ------ | ------ | ------ | ------ |
| 1960/61         | Blauw-Wit       | Nederland       | Eerste divisie B | –          | –          | –     | 0     | 0              | 0              | 0      | 0      | –      | –      |
| 1961/62         | Blauw-Wit       | Nederland       | Eredivisie       | –          | –          | –     | 0     | 0              | 0              | 0      | 0      | –      | –      |
| 1962/63         | Blauw-Wit       | Nederland       | Eredivisie       | 11         | 3          | –     | 0     | 0              | 0              | 0      | 0      | 11     | 3      |
| 1963/64         | Leeuwarden      | Nederland       | Tweede divisie A | –          | 4          | –     | 0     | 0              | 0              | 0      | 0      | –      | 4      |
| 1964/65         | SC Cambuur      | Nederland       | Tweede divisie A | 0          | 0          | 0     | 0     | 0              | 0              | 0      | 0      | 0      | 0      |
| 1964/65         | → ZFC           | Nederland       | Tweede divisie A | –          | 6          | –     | 0     | 0              | 0              | 0      | 0      | –      | 6      |
| 1965/66         | Haarlem         | Nederland       | Tweede divisie B | –          | 19         | –     | 3     | 0              | 0              | 0      | 0      | –      | 22     |
| 1966/67         | Haarlem         | Nederland       | Tweede divisie   | –          | 33         | –     | –     | 0              | 0              | 0      | 0      | –      | 33     |
| 1967/68         | Haarlem         | Nederland       | Eerste divisie   | –          | 13         | –     | 1     | 0              | 0              | 0      | 0      | –      | 14     |
| 1968/69         | Haarlem         | Nederland       | Eerste divisie   | 33         | 22         | –     | 0     | 0              | 0              | 0      | 0      | 33     | 22     |
| 1969/70         | Haarlem         | Nederland       | Eredivisie       | 32         | 9          | –     | 1     | 0              | 0              | 0      | 0      | 32     | 10     |
| 1970/71         | ADO             | Nederland       | Eredivisie       | 30         | 15         | 0     | 2     | 0              | 0              | 0      | 0      | 30     | 17     |
| 1971/72         | ADO             | Nederland       | Eredivisie       | 23         | 10         | –     | 1     | 3              | 0              | 0      | 0      | 26     | 11     |
| 1972/73         | FC Amsterdam    | Nederland       | Eredivisie       | 30         | 6          | –     | 0     | 0              | 0              | 0      | 0      | 30     | 6      |
| 1973/74         | Telstar         | Nederland       | Eredivisie       | 31         | 10         | –     | 0     | 0              | 0              | 0      | 0      | 31     | 10     |
| 1974/75         | Telstar         | Nederland       | Eredivisie       | 15         | 7          | –     | 1     | 0              | 0              | 0      | 0      | 15     | 8      |
| Carrière totaal | Carrière totaal | Carrière totaal | Carrière totaal  | –          | –          | –     | 9     | 3              | 0              | 0      | 0      | –      | –      |

## Erelijst
Blauw-Wit
| Nationaal      |    |         |
| Eerste divisie | 1x | 1960/61 |

 Haarlem
| Nationaal      |    |         |
| Tweede divisie | 1x | 1966/67 |